# Ловчинський Дмитро Павлович
Дмитро Павлович Ловчинський (нар. 5 лютого 1999, Бровари, Київська область) — український боксер надважкої ваги, чемпіон України з боксу, призер міжнародних боксерських змагань.

## Спортивна кар'єра
У травні 2022 року вперше поїхав на чемпіонат Європи, де поступився у першому поєдинку Омару Шіха з Норвегії.
У грудні 2022 року вперше став чемпіоном України.
У 2023 році виступив на Європейських іграх у Кракові, де поступився у першому поєдинку призеру чемпіонатів світу та Європи, боксеру з Іспанії Аюбу Гадфа.
У березні 2024 року поїхав на перший світовий олімпійський кваліфікаційний турнір, де поступився одноголосним рішенням у першому поєдинку боксеру з Хорватії Луці Пратлячичу. 
На другому світовому олімпійському кваліфікаційному турнірі, який відбувся у кінці травня, розпочав із важкої перемоги над чемпіоном Африканських ігор Іфеаньєю Оніеквере. У другому поєдинку знову зустрівся з Лукою Пратлячичем та зумів взяти у нього реванш. У третьому поєдинку здолав грецького боксера Стіліаноса Руліаса та здобув оліміпйську ліцензію.
25 січня 2025 року дебютував на професійному ринзі. Переміг грузина Паату Адуашвілі нокаутом в першому раунді.